# Cole Hauser
Cole Hauser (Santa Barbara, Califòrnia, 22 de març del 1975) és un actor estatunidenc. Debutà als cinemes el 1992 amb la pel·lícula El codi d'honor, on treballà juntament amb Brendan Fraser, Chris O'Donnell i Matt Damon. Els seus principals papers són els de Carter Verone a 2 Fast 2 Furious i William J. Johns a Pitch Black. Ha treballat en pel·lícules com Tigerland i The Cave; i juntament amb Bruce Willis a Tears of the Sun i Hart's War.

## Biografia
Fill de l'actor Wings Hauser i de la productora Cass Warner, el seu besavi havia estat el fundador de la Warner Bros.. Amb quatre anys, amb la mare, es trasllada de Califòrnia a Oregon després del divorci dels pares. Durant els estudis es destaca en activitats esportives com Futbol americà i futbol amb intents de fer el salt al món professional, però convençut per un amic que la seva carrera era l'actuació, marxa a Nova York on s'inscriu en una escola per actors. Comença el 1992 en la pel·lícula El codi d'honor seguida per La vida és un somni. El 1997 obté un paper en Good Will Hunting al costat de Matt Damon i Ben Affleck amb els quals ja havia treballat al seu debut.
El 1999 es trobava amb el seu amic Matthew McConaughey a Austin, quan McConaughey va ser arrestat per possessió de marihuana i resistència a les autoritats. La policia va intervenir, després de diverses protestes dels veïns que no suportaven que McConaughey toqués nu els Bongo tota la nit.
El 2000 actua en la pel·lícula de ciència-ficció Pitch Black, després treballa en Tigerland i La guerra de Hart ambdós amb Colin Farrell, en els anys següents actua en pel·lícules com La flor del mal, La darrera matinada i 2 Fast 2 Furious. Després d'haver participat en alguns episodis d'E.R., treballa en el film de terror The Cave i en la comèdia Atrapada.

## Filmografia
| Pel·lícula | Pel·lícula                           | Pel·lícula             | Pel·lícula        |
| Any        | Pel·lícula                           | Paper                  | Notes             |
| ---------- | ------------------------------------ | ---------------------- | ----------------- |
| 1992       | El codi d'honor (School Ties)        | Jack Connors           |                   |
| 1993       | Dazed and Confused                   | Benny O'Donnell        |                   |
| 1994       | Skins                                | Bentz                  |                   |
| 1995       | Higher Learning                      | Scott Moss             |                   |
| 1996       | Frame-Up II: The Cover-Up            | Dr. Glidden            |                   |
| 1997       | All Over Me                          | Mark                   |                   |
| 1997       | Good Will Hunting                    | Billy McBride          |                   |
| 1998       | Scotch and Milk                      | Johnny                 |                   |
| 1998       | Terra de cowboys                     | Little Boy Matson      |                   |
| 2000       | Pitch Black                          | William J. Johns       |                   |
| 2000       | A Shot at Glory                      | Kelsey O'Brian         |                   |
| 2000       | Tigerland                            | Sergent Cota           |                   |
| 2002       | La guerra de Hart (Hart's War)       | Sergent Vic W. Bedford |                   |
| 2002       | La flor del mal (White Oleander)     | Ray Pruitt             |                   |
| 2003       | Llàgrimes del sol (Tears of the Sun) | James "Red" Atkins     |                   |
| 2003       | 2 Fast 2 Furious                     | Carter Verone          |                   |
| 2004       | Paparazzi                            | Bo Laramie             |                   |
| 2005       | La cova maleïda (The Cave)           | Jack McAllister        |                   |
| 2005       | Dirty                                | Tinent                 |                   |
| 2006       | The Break-Up                         | Lupus Grobowski        |                   |
| 2007       | The Stone Angel                      | Young Bram             |                   |
| 2008       | Tortured                             | Kevin Cole             |                   |
| 2008       | The Family That Preys                | William Cartwright     |                   |
| 2009       | Like Dandelion Dust                  | Jack Campbell          |                   |
| 2014       | Transcendence                        | Oficial militar        |                   |
| Televisió  |                                      |                        |                   |
| Any        | Títol                                | Paper                  | Notes             |
| 1993       | A Matter of Justice                  | Rocky Jackson          | NBC               |
| 1996       | High Incident                        | Officer Randy Willitz  | 32 episodis       |
| 2004       | ER                                   | Steve Curtis           |                   |
| 2006       | Damages                              | Jack Shale             |                   |
| 2007-2008  | K-Ville                              | Trevor Cobb            | 11 episodis       |
| 2008       | The Tower                            | Sean Castleman         | CBS Pilot TV      |
| 2009       | Washington Field                     | SSA Raymond Stone      | postproducció CBS |
| 2010       | Chase                                | Jimmy Godfrey          | NBC               |